# Liste der Hochhäuser in Griechenland
Allgemein ist in Griechenland der Bau von Landmarken oder auffälligen Solitärgebäuden stark eingeschränkt, um z. B. in Athen die herausragende Stellung der Akropolis im Stadtbild nicht zu gefährden. Infolgedessen betrug in der griechischen Hauptstadt bis 1968 die maximal zulässige Gesamthöhe von Gebäuden 35 m. 1985 wurde diese Obergrenze auf 27 m reduziert. Im zeitlichen Zwischenraum wurde von 1968 bis 1971 während der griechischen Militärdiktatur der größte Teil der Hochhäuser errichtet. Mit seiner Fertigstellung löste der Pyrgos Athinon das 65 m hohe Hilton Hotel als bis dahin höchstes Gebäude Griechenlands ab.

## Bestehende Hochhäuser
Die Liste berücksichtigt Gebäude mit einer Mindesthöhe von 65 m.
| Rang | Name                                | Bild | Höhe | Etagen | Baujahr | Stadt   | Bemerkungen                         |
| ---- | ----------------------------------- | ---- | ---- | ------ | ------- | ------- | ----------------------------------- |
| 1    | Pyrgos Athinon 1                    |      | 103  | 28     | 1971    | Athen   |                                     |
| 2    | Pyrgos tou Pirea                    |      | 84   | 22     | 1972    | Piräus  |                                     |
| 3    | Pyrgos Apollon                      |      | 80   | 25     | 1973    | Athen   | Höchstes Wohngebäude Griechenlands  |
| -    | Atrina Center                       |      | 80   | 20     | 1980    | Marousi |                                     |
| 5    | Hauptsitz OTE                       |      | 72   | 18     | 1979    | Marousi |                                     |
| 6    | President Hotel Athen               |      | 68   | 22     | 1978    | Athen   | Höchstes Hotelgebäude Griechenlands |
| 7    | Pyrgos Athinon 2                    |      | 65   | 15     | 1971    | Athen   |                                     |
| -    | Hilton Athen                        |      | 65   | 15     | 1963    | Athen   |                                     |
| -    | Ministerium für öffentliche Ordnung |      | 65   | 18     | 1979    | Athen   |                                     |

## Im Bau befindliche Hochhäuser
| Name                            | Bild | Höhe | Etagen | Geplante Fertigstellung | Stadt    | Bemerkungen                                                                                       |
| ------------------------------- | ---- | ---- | ------ | ----------------------- | -------- | ------------------------------------------------------------------------------------------------- |
| Riviera Tower                   |      | 198  | 50     | 2026                    | Elliniko | Architekt: Foster + Partners Quellen: , Wird bei Fertigstellung das höchste Gebäude Griechenlands |
| Hard Rock Hotel & Casino Athens |      | 190  | ?      | 2026                    | Elliniko |                                                                                                   |
| Ellinikon Park Tower            |      | 150  | ?      | ?                       | Elliniko |                                                                                                   |